# 和士開
和士開（524年—571年8月30日），字彥通，清都郡临漳县人（河北省邯郸市临漳县）人，鮮卑族，北齊權臣。

## 生平
先世是西域胡人，姓素和氏，改为和氏。其父和安善於观察，官到中书舍人、仪州刺史。和士開自幼聪慧出众，解悟捷疾，但禀性庸鄙，不窥书传，发言吐论，唯以谄媚自资。
最早投靠高湛，甚得高湛之宠。天保年初，高湛被封長廣王（今山东平度），和士開任開府行參軍，奉承高湛曰：“殿下非天人也，是天帝也。”高湛回曰：“卿非世人也，是世神也。”文宣帝高洋得知，怒其轻薄，将和士开流放马城。及孝昭帝高演即位，高湛为之求情，和士開被赦回。
太宁元年（561年），武成帝高湛即位，和士开任给事黄门侍郎。太宁四年，升为尚书右仆射。因善使琵琶、鐵槊，与胡长粲、高阿那肱等人号称“八贵”。又與胡太后（高湛的皇后）有姦情。封淮陽王。
以旁门左道讨好和士开的，无论贤愚都被和士开提拔，而以正理与他相争有所冲撞忤逆的，他多不理睬。朝中不知廉耻的人甚至有甘愿做和士开义子的。有人将被执行死刑，和士开多为营救，为他们求得免死后就向他们勒索钱财。
武平二年，民间流传童谣：“和士开，七月三十日，将你向南台。”琅琊王高儼聯合太后妹夫馮子琮，于武平二年七月二十五日（571年8月30日），伏兵50人於神獸門外，將和士開殺害，和士开时年虚岁四十八。死訊傳出，洛阳全城欢腾。齐后主诏令赠予使持节、都督定冀并瀛青赵沧齐徐济十州诸军事、本将军、开府仪同三司、定州刺史、太宰、司徒公、录尚书事、淮阳王如故，太常定谥号为文定，同年岁次辛卯十月乙亥朔二十二日丙申（571年11月24日）葬于邺城西三十里野马岗东北。

## 家庭

### 六世祖
- 和跋，北魏尚书令、定陵公[3]

### 高祖
- 和归，北魏雍城镇将[3]

### 曾祖
- 和度，北魏燕州刺史[3]

### 祖父
- 和延穆，北魏从事史[3]

### 父亲
- 和安，北魏司空、文贞公[3]

### 兄弟
- 和士休，北齐信州刺史

### 妻妾
- 元氏
- 长孙氏[4]

另据《唐故中大夫使持节江华郡诸军事江华郡太守上柱国和府君（守阳）墓志铭》记载：（和守阳）高祖北齐和士开。曾祖和世达，唐朝散大夫、尚舍奉御。祖和侃，光禄丞。祖和礼，仆寺东宫使、广城监。

## 延伸阅读
[在维基数据编辑]
 《北齊書·卷50》，出自李百药《北齊書》
 《北史·卷092》，出自李延壽《北史》